# Матвій Попович
Матвій або Меттью Попович (англ. Matthew Popovich; 21 серпня 1890, Луб'янки, Збаразький повіт, Галичина — 19 серпня 1943, Грімсбі, Онтаріо, Канада) — український комуністичний діяч і журналіст у Канаді.
Емігрував до Сполучених Штатів Америки в 1910 році, де володів ранчо у штаті Техас. Наступного року перейшов до Канади. Там він долучився до діяльності Федерації українських соціал-демократів (з 1914 — Української соціал-демократичної партії в Канаді) й редагував її газету «Робочий народ», а в 1916 році був її головним редактором. Підтримував зв'язки із Українською соціал-демократичною партією в Галичині. 1918 року зіграв вагому роль у створенні Товариства Українського робітично-фермерського дому (ТУРФДім), де працював у виконавчому органі, 1922 року — Благодійного товариства робітників (Workers’ Benevolent Association).

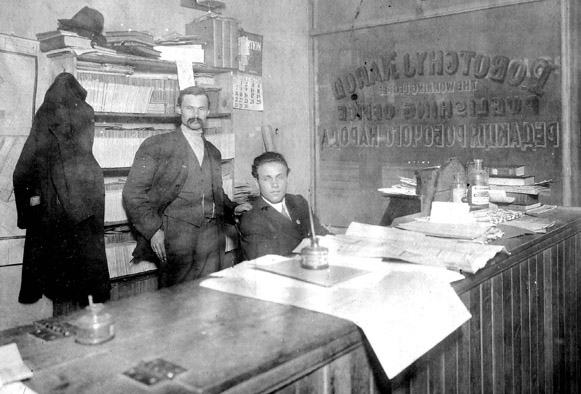
Матвій Попович (сидить) із Мирославом Стечишином (стоїть) у редакції газети «Робочий народ». Вінніпег, 1912

Після ліквідації канадською владою у 1918 році Української соціал-демократичної партії в Канаді вступив до Комуністичної партії Канади й був членом її Центрального Комітету. Був редактором українськомовної газети «За більшовизацію».
Брав участь у загальних виборах до Законодавчих зборів Манітоби в 1922 році.
1931 року, разом із багатьма іншими членами Комуністичної партії, був арештований канадською владою й ув'язнений на понад 2 роки. 1935 року балотувався до Палати громад від виборчого округу Вергевілл. У кінці 1930-х років редагував газету «Народна газета».
1940 року, попри стан здоров'я, був інтернований відповідно до Акту про воєнні заходи (War Measures Act), прийнятого з початком Другої світової війни. Після звільнення фактично був інвалідом.
Помер 1943 року. Похований на лісовому кладовищі у Гамільтоні, провінція Онтаріо.
Був одружений із єврейкою.